# Sozialministerium (Japan)
Das japanische Sozialministerium (jap. 厚生省, Kōsei-shō; engl. Ministry of Health and Welfare) war ein Ministerium mit Kabinettsrang in der Zentralregierung. Es wurde 1938 aus dem Innenministerium ausgegliedert und war für das Gesundheitswesen und das Sozialsystem verantwortlich. 1947 schuf das Kabinett Katayama aus einer bisherigen Unterabteilung das eigenständige Arbeitsministerium. Bei der Restrukturierung der Zentralregierung im Jahr 2001 (siehe auch Kabinett Mori II (Umbildung)) wurden die beiden Ministerien zum Ministerium für Gesundheit, Arbeit und Soziales zusammengelegt.
Von Januar bis November 1996 stand Naoto Kan dem Ministerium vor. Letzter Minister war Chikara Sakaguchi (Kōmeitō).